# Xihoumen Bridge
Il Ponte Xihoumen (西堠門大橋T, 西堠门大桥S, xī hòu mén dà qiáoP) è un ponte sospeso costruito sull'arcipelago di Zhoushan nella provincia dello Zhejiang, in Cina. 
Collega le isole di Jintang e Cezi e, insieme al ponte strallato di Jintang (che collega l'isola di Jintang alla città di Ningbo), fa parte del progetto, iniziato nel 1999, di collegamento dell'arcipelago di Zhoushan allo Zhejiang continentale tramite la costruzione di cinque ponti. L'opera appartiene al tracciato dell'autostrada Ningbo – Zhoushan. Al momento del completamento, nel 2009, era il secondo ponte sospeso più lungo del mondo dopo il Ponte dello stretto di Akashi in Giappone.
La data di apertura è stata ritardata a causa di una collisione di una nave il 16 novembre 2009 che ha leggermente danneggiato un lato del collegato ponte di Jintang.